# Международная биеннале стекла
Международная биеннале стекла (фр. La Biennale Internationale du Verre) — международная выставка изделий из стекла, основанная Европейской студийной ассоциацией художественного стекла (European Studio Glass Art Association, ESGAA).
Проходит раз в два года в Страсбурге, а также в Эльзасе и Лотарингии.

## История и деятельность
Идея создания биеннале принадлежит Pasquine de Gignioux — любительнице искусства и галеристке. Еще в 1980-х годах она начала поддерживать художников, работающих со стеклом и сыграла важную роль в создании кафедры стекла в Страсбургском высшем художественном училище (École supérieure des arts décoratifs, ESAD) и в Эльзасском художественно-музыкальном колледже (Haute école des arts du Rhin, HEAR). Когда она в 2003 году заболела, двое из клиентов её художественной галереи Galerie Pasquine de Gignoux — коллекционеры Лоран Шмоль (Laurent Schmoll) и Марсель Бург (Marcel Burg), продолжили ее работу и основали ассоциацию ESGAA, чтобы сделать художественное стекло доступным для публики. Президентом ESGAA стал Лоран Шмоль.
ESGAA — это ассоциация любителей искусства, для которых художественные произведения из стекла занимают особое место в области современного искусства. Ассоциация информирует своих членов о различных мероприятиях по всему миру; поддерживает конкурсы работ со стеклом, в их числе Verre & Architecture и International Strasbourg Glass Prize; она же является организатором Международной биеннале стекла. В настоящее время в ассоциацию входят около шестидесяти членов.

### Стеклянные биеннале
Свои выставки ассоциация ESGAA проводит во взаимодействии с другими художественными организациями, среди которых Музей современного искусства в Страсбурге, Региональный фонд современного искусства (Fonds régional d'art contemporain), Музей Лалика и другие. Некоторые выставки проходят под различными собственными названиями.
Первая биеннале прошла 3 по 27 ноября 2006 года под названием «Strasbourg Capitale du Verre» («Страсбургская столица стекла»). На ней было представлено 14 выставок, в числе участников были Baccarat и Swarovski. Количество посетителей составило более 40 000 человек.

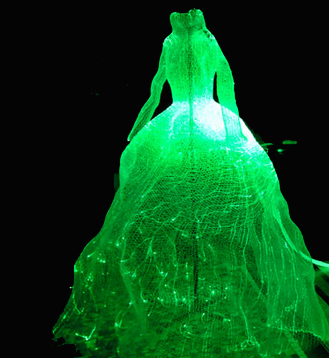
Одна из работ биеннале 2007 года

Вторая выставка состоялась через год — 26 октября по 26 ноября 2007 года и на ней было организовано 18 различных выставок, в которых приняли участие более 40 художников из разных стран. Экспонаты находились в Conseil Régional d’Alsace, Foire St’Art4, Cour des Boecklin, Музее Лалика и Зоологическом музее Страсбурга, биеннале посетили более 50 000 человек.
Следующая стеклянная биеннале состоялась с 14 октября по 30 ноября 2009 года и с этого момента она стала проводиться один раз в два года. Было представлено 14 выставок, в которых участвовали такие художники, как Yves Chaudoüet, Rachel Maisonneuve и Jean-Pierre Umdenstock. Более 90 художников со всех континентов участвовали в биеннале, представив 130 работ. В этом же году была учреждена международная премия для художников, работающих со стеклом — International Strasbourg Glass Prize; её получил француз Nicolas Morin.
На Международной биеннале стекла 2011 года было представлено на 14 выставках 200 работ 82 художников. Выставку посетили более 160 000 человек.
Более 60 000 посетителей посетили биеннале 2013 года, где смогли увидеть более 200 работ 52 художников из разных стран мира, которые были представлены на 17 выставках.
Шестая по счёту биеннале проходила с 15 октября по 29 ноября 2015 года. Мероприятие началось с предварительной выставки во Дворце Рогана в Страсбурге. Эта биеннале проходила под лозунгом Lux Aeterna из-за отмечающегося тысячелетия собора Cathédrale de Strasbourg, на ней было представлено более 60 художников, в их числе известные Marc Chagall, Удо Зембок и Sylvie Lander, а также новое поколение художников, работающих со стеклом — Baptiste Debombourg и Mathilde Caylou. Экспозиции биеннале находились в FRAC Alsace, Centre International d'Art Verrier, Haute école des arts du Rhin, Музее Лалика и Музее Саребурга.
Следующая биеннале состоялась осенью 2017 года. 
В 2019 году Международная биеннале стекла состоится в октябре.